# KWordQuiz

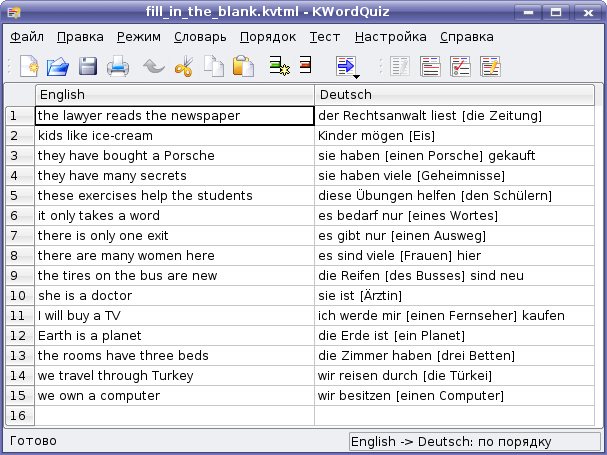
Captura de pantalla de KWordQuiz

KWordQuiz Es un programa de ordenador diseñó para enseñar vocabulario nuevo, a su vez este programa está integrado en KDE Proyecto de Educación, que a su vez forma parte de KDE ( es una comunidad internacional que desarrolla software libre). Este programa está disponible bajo licencia GNU GPL y usa formato KWTML. funciona con múltiples lenguajes y disciplinas técnicas gracias a uicode.

## Uso
Gracias a las dos columnas deja al usuario introducir palabras y traducciones. Las "Flashcards" muestran una palabra y dejan el estudiante introducir una traducción. "La elección múltiple" muestra una palabra y tres traducciones posibles, dejando a los estudiantes escoger la correcta. Otra opción muestra una palabra para que el estudiante la traduzca manualmente.

## Programas similares
En KDE 4 KWordQuiz es un sustituto para KVocTrain de KDE 3. También cuenta con el aopoyo de Windows, Mac OS X e iPad bajo el nombre WordQuiz. KDE Incluye un programa con propósito similar con el nombre de Parley.